# Thái Lệ hầu
Sái Lệ hầu (chữ Hán: 蔡厲侯; ?-864 TCN), là vị vua thứ năm của nước Sái – chư hầu nhà Chu trong lịch sử Trung Quốc.
Sái Lệ hầu là con của Sái Cung hầu - vua thứ 4 nước Sái.
Sử sách không chép năm lên ngôi, cũng như những sự kiện xảy ra trong thời gian Sái Lệ hầu làm vua. Năm 864 TCN thời Chu Lệ Vương, ông mất, con ông lên nối ngôi, tức là Sái Vũ hầu.